# Tolga (Algeria)
Tolga (arabo طولقة) è una città algerina nella wilaya di Biskra.
Situata in un'oasi a sud-est rispetto ad Algeri, alle porte del grande deserto, Tolga è oggi nota soprattutto per la grande produzione di datteri, in particolar modo quelli della migliore qualità (deglet nour). Si calcola che vi siano oltre 500.000 palme da dattero, la cui produzione viene in gran parte esportata.
Tolga ha avuto anche una importanza storica come centro religioso. Qui infatti ha tuttora sede una zawiya appartenente alla confraternita della Rahmaniya, fondata dallo cheikh Ali b. Amor nel 1780. Il capo spirituale attuale è lo Cheikh Abdelkader Othmani (n. 1929), che dirige la scuola coranica dal 1966.